# Papieska Komisja Ecclesia Dei
Papieska Komisja „Ecclesia Dei” – komisja działająca w latach 1988–2019 w ramach Kurii Rzymskiej, zajmująca się opieką nad wiernymi i duchownymi przywiązanymi do tradycji liturgicznej sprzed II soboru watykańskiego.
Powołana została przez Jana Pawła II na mocy motu proprio „Ecclesia Dei” z 2 lipca 1988.
8 lipca 2009 Benedykt XVI ogłosił motu proprio Ecclesiae Unitatem, w którym wcielił Komisję Pontyfikalną Ecclesia Dei w struktury Kongregacji Nauki Wiary.
17 stycznia 2019 papież Franciszek zlikwidował Komisję i jej kompetencje przekazał Kongregacji Nauki Wiary.

## Przewodniczący Komisji
- kard. Paul Augustin Mayer (1988–1991)
- kard. Antonio Innocenti (1991–1995)
- kard. Angelo Felici (1995–2000)
- kard. Darío Castrillón Hoyos (2000–2009)
- kard. William Levada (2009–2012)
- kard. Gerhard Ludwig Müller (2012–2017)
- kard. Luis Ladaria Ferrer (2017–2019)